# Новокаледонијска врана
Новокаледонијска врана (Corvus moneduloides) је врста птице, која припада роду врана (Corvus). Аутохтона је врста Нове Каледоније и једна од најинтелигентнијих птица на свету. Храни се бескичмењацима, јајима, малим сисарима пужевима, језграстим воћем и семењем. У лову користи алат, у стању је да направи удицу и да је користи у лову. Такође је у стању да реши бројне сложене когнитивне тестове што сугерише да је веома интелигентна врста.

## Станишта
Новокаледонијска врана живи у шумама, на фармама и у људским насељима и не представља опасност за људе.
Храну обично траже у паровима или породично, а ретко кад појединачно. Једна је од најпаметнијих животиња на свету, што су научници потврдили, јер храну прикупља користећи аутомобиле, тако што орашасте плодове баца на пут како би их аутомобили разбили и отворили. Осим орашастих плодова, храни се црвима, тако што користе штап од грана, којим попут рибарског штапа, хватају црве у рупама на дрвећу.